# Liste der Member of the Order of Canada
Die Auszeichnung Member of the Order of Canada (engl. für Mitglied des Ordens von Kanada) ist die niedrigste Stufe des Order of Canada, Kanadas höchster Auszeichnung für Zivilpersonen. Seine Träger (Members) haben außergewöhnliche Beiträge für Kanada oder Kanadier auf lokaler oder regionaler Ebene beigetragen. 136 „Members“ werden jährlich ernannt. Die Träger sind berechtigt den Namenszusatz C.M. zu führen, er wird meistens jedoch CM geschrieben (für Canadian Member). Zum 21. Juni 2008 gab es 2017 lebende Members. Insgesamt wurden 3268 Personen die Auszeichnung zuerkannt. Die folgende Liste zeigt alle lebenden und verstorbenen Members in alphabetischer Reihenfolge.

## Notizen
1. ↑  laut Angabe der verleihenden Institution, des Governor Generals